# Juridisk process
En juridisk process är ett enligt lag eller sedvänja föreskrivet rättsligt förfarande. Förfarandet kan syfta till att lösa en tvist eller att fastställa ett visst rättsförhållande och kallas då civilprocess, eller syfta till att döma någon till straff eller skadestånd och kallas då straffprocess.
Alla rättsstater har domstolar vars uppgift det är att avgöra tvister alternativt utdöma straff och skadestånd i förekommande fall.
Parterna i en civilprocess betecknas käranden vilken är den som anhängiggjort sin talan i allmänhet genom något som betecknas stämningsansökan innehållande yrkanden och svaranden som har att ta ställning till yrkandena. Yrkandet går i allmänhet ut på att svaranden ska fullgöra något men föremål för talan kan ibland vara att fastställa att ett visst rättsförhållande råder eller emellanåt icke råder.
De rättsregler, som ha avseende på process, bilda processrätten, som är en del av den offentliga rätten.

## Juridiska processer i olika länder

### England och Wales
I England och Wales byggs systemet på "common law". Det utövas av domare som (teoretiskt) ska använda sunt förnuft (common sense) och kunskap om tidigare bindande domar (prejudikat) av tidigare House of Lords numera Supreme Court.
Denna princip är modifierad sedan slutet av 1600-talet då parlamentet antog Bill of Rights 1688. En omfattande lagstiftning kompletterar och delvis ersätter commom lawsystemet.
I England och Wales finns särskilda domstolar för civilprocesser (civil courts) och brottmål (criminal courts). Härutöver finns tribunaler.
Det finns även särskilda familjedomstolar och ungdomsdomstolar.
Tvister avseende värden under 5 000 £ handläggs av County Courts.
Handläggningen ska numera ske enligt Civil Procedure Rules, som ständigt uppdateras. Den senaste revisionen som är nr 55 skedde 6 april 2011. Särskilda "procedure rules" finns för tvistemål, brottmål och familjemål.
Common lawsystemet har överförts till länder som Australien, Kanada, Hongkong, Nya Zeeland, Pakistan, Singapore, Malaysia och Sydafrika.

### Skottland
Högsta lagstiftande organet är skotska parlamentet.
Den högst domstolen är Court of Session. Den är uppdelad på the Outer House and the Inner House. Överklagande kan i vissa fall ske till Supreme Court of the United Kingdom.
High Court of Justiciary sammanträder i Edinburgh, Glasgow och Aberdeen. En jury bestående av 15 slumpvis utvalda personer dömer tillsammans med en juristdomare.
Det finns 49 sheriff courts. Här dömer fredsdomare (Justice of Peace, JP) som inte är jurister men som får råd av juridiskt skolade tjänstemän (clarks). fredsdomaren kan döma högst till fängelse 60 dagar eller böter på högst 2 500 £.
1996 antogs Act of Adjournal (Criminal Procedure Rules) som reglerar brottmålsprocessen. Den gäller både för High Court of Justiciary, "sheriff court" och distriktsdomstolarna.

### Irland
Irland har ett common lawsystem med en högsta domstol (Supreme Court) och en hovrätt (High Court), som bildats genom konstitutionen. Det finns ett antal lägre domstolar som antingen dömer i civilmål eller i brottmål. Brottmålen kan överklagas till Court of Criminal Appeal.[källa behövs]

### Tyskland
Bundesverfassungsgericht är Tysklands författningsdomstol. Den har sitt säte i Karlsruhe. Författningsdomstolen utses av ett utskott med lika delar representanter från Förbundsdagen (Bundestag) och Förbundsrådet (Bundesrat). Den arbetar på två avdelningar med åtta domare på varje avdelning.
Civilrättsliga tvister handläggs vid två olika slags domstolar i Tyskland, civildomstolar och arbetsdomstolar. Civildomstolarna hör till de allmänna domstolarna.
I första instans handläggs målen i Amtsgericht som är första instans i alla familjemål och hyresmål och mål där tvisteföremålet inte har högre värde än 5 000 euro.
Landgericht handlägger alla mål som inte handläggs i Amtsgericht. Framförallt blir det tvister där tvisteföremålet är större än 5 000 euro.
Målen kan överklagas till Oberlandsgericht och därefter till Bundesgerichtshof.
Brottmål handläggs i första instans av Landgericht och överklagande av domar sker i samma instansordning som civilmålen.
Arbetsdomstolarna handlägger endast civilrättsliga tvister som är så nära knutna till ett anställningsförhållande att detta i stort sett är avgörande för tvisterna.

### Frankrike
Första instans i franska rättssystemet är Tribunal d'Instance. Nästa instans är Tribunal de Grande Instance inför vilka parterna måste företrädas av advokat. Mål från denna domstol överklagas till någon av de 30 Cour d'Appel. Högsta domstolen kallas Cour de Cassation. Domstolen handlägger både civilmål och brottmål samt kan på begäran av domstol avge yttranden om rättsfrågor.
Domstolen är uppdelad på sex divisioner beroende på typen av mål. De två första handlägger familjemål, den tredje mål rörande fast egendom, den fjärde handlägger bolagsrättsliga mål och konkurser, den femte arbetsrättsliga mål och den sjätte brottmål.
Förfarandet är huvudsakligen skriftligt.

### Spanien
I Spanien finns en högsta författningsdomstol betecknad Tribunal Constitucional de España. Den har sitt säte i Madrid. Den är sammansatt av 12 medlemmar utsedda av kungen på förslag av riksdagens första och andra kammare, regeringen och justitiedepartementet.
Domstolarna består av fredsdomare (Juzgados de Paz), domare i första instans, provinsiella domstolar (Audiencias Provinciales), hovrätter (Tribunales Superiores de Justitia), nationell domstol (Audiencia Nacional) och Högsta domstolen (Tribunal Supremo).

### Israel
Det israeliska domstolssystemet är helt oberoende av både den verkställande och den lagstiftande statsapparaten. Domare utnämnes av landets president på rekommendation av en oberoende utnämningskommitté. Tingsrätter och regionalrätter handlägger de flesta juridiska frågorna men när det gäller familjerätten (ärenden avseende äktenskap eller äktenskapsskillnad, underhåll, vårdnad och adoption) ligger rättskipningen hos de religiösa samfunden - rabbindomstolar, islamiska religiösa domstolar, drusernas religiösa domstolar och nio kristna samfunds domstolar. Israels högsta domstol avgör besvär mot domar utfärdade av regionala domstolar.

### Pakistan
När Pakistan bildades 1947 förblev det indiska/engelska rättssystemet i kraft. Detta innebar bland annat att familjelagstiftningen förblev gällande. 1961 infördes dock Muslim Family Laws Ordinance enligt vilken polygami tillåts under vissa omständigheter och skilsmässa kan genomföras.
Pakistans strafflag (Penal code) påstås vara antagen 1860.
1979 infördes en ny lag, The Offence of Zina (Enforcement Of Hudood) Ordinance, vilken införde bestraffning av otrohet (zina).
"The Hudood Ordinances" (hudood betyder begränsningar eller gränser på urdu) har blivit den dominerande lagstiftningen som inverkar på kvinnor. Av de 7 000 kvinnor som sitter fängslade är 88 % anklagade för brott mot hudood dvs. i allmänhet otrohet.
Kan otrohet bevisas så är straffet för muslimer stening till döds, för icke-muslimer 100 piskrapp utförda i offentlighet. Prövningen av zina har utövats av religiösa domare utan juridisk utbildning. I domstolarna har endast troende muslimska män tillåtits vittna.
1980 bildades "Federal Shariat Court" som består av åtta muslimska domare som utsetts av landets president. Dess uppgift är att granska alla lagar så att de överensstämmer med Sharia.
2006 infördes tillägg till skydd för kvinnor genom Protection of Women (Criminal Laws Amendment) Act. Lagen har inte fått något genomslag.
Det finns lokala domstolar i varje distrikt i varje provins med högre domstolar till vilka man kan överklaga i varje provins. Högst i hierarkin återfinns Högsta domstolen (Supreme Judicial Council).
Federala shariadomstolar inrättades 1980. Dessa ska tillse att domslut inte kränker islam och att de följer koranen och sunnah. I dessa domstolar är en icke juridiskt skolad mulla domare.

### Inkvisitionen
En speciell form av process var inkvisitionen.

### Häxjakt
Häxjakter eller häxprocesser förekom under 1200-talet i hela Europa. Dessa fortsatte fram till slutet av 1700-talet.